# Synagoga v Lučenci
Synagoga v Lučenci je secesní synagoga ve městě Lučenec na jihu Slovenska. Postavena byla v letech 1924–1926 maďarským architektem Leopoldem Baumhornem na místě zchátralé synagogy z roku 1863. Je vysoká 35,4 m. Během druhé světové války byl její interiér zničen a po válce dlouho sloužila jako sklad. V důsledku nedostatku financí chátrala, a to až do roku 2015, kdy město zahájilo její rekonstrukci díky příspěvku od Evropské unie ve výši 2,4 milionů eur. Ta byla dokončena počátkem roku 2016 a od slavnostního otevření v květnu téhož roku slouží jako multikulturní centrum.
Budova je slovenskou národní kulturní památkou.